# Tudatfolyam
A tudatfolyam vagy tudatfolytonosság (csitta-szantána) a buddhista filozófiában a tudatosság pillanatról pillanatra történő kontinuuma (szanszkrit: szantána), a szellem folyamatos létállapota, amely folytonosságot jelent egyik életről a másikra. Az elmélet a jógácsára késői időszakában fejlődött ki, hogy elkerülje az álaja-vidnyána tárgyiasítását. Gyakorlatilag a tudatfolyam a lények karmikus tetteinek ok-okozati összefüggéseiből összeálló, állandó létesülési láncolat, amely a személyiségben megnyilvánuló karmikus „gyűjtemények” átörökítésén alapszik.

## Etimológia

### Szanszkrit
A csitta szemantikai jelentései: „amely tudatos”, „a mentális megértés cselekedete, azaz közönséges tudatosság”, "a konvencionális és a relatív tudat/szív". A csittának két aspektusa van: "...benyomások és nyomok megfigyelése és összegyűjtése (szanszkrit: vászana) cf. vidnyána." szantána (szanszkrit) szemantikai értelmezése: "örök", "folytatás", "pillanatnyi események sorozata" vagy "életfolyam".

### Tibeti
A csitta leggyakoribb tibeti megfelelője a szemsz, a szantánáé pedig rgyud, amelynek jelentése "folytonosság", "áramlat" vagy "fonal" - a csitta-szantána tehát szemsz rgyud. Érdekes megjegyezni, hogy a rgyud szóval helyettesítették a tibeti fordítók a szanszkrit "tantra" kifejezést.
A thugsz-rgyud a szemsz rgyud szinonimája - a thugs jelentése "buddha-tudat", "(megvilágosodott) tudat", "elme", "lélek", "cél", "szándék", "elfogulatlan nézőpont", "spiritualitás", "fogékonyság", "spirituális jelentőség", "éberség", "elsődleges (állapot, tapasztalás)", "megvilágosodott tudat", "szív", "mellkas", "érzések" és olykor azonos az értelme, mint a "csittáé" (szanszkrit). A thugsz-rgyud jelentése "bölcsesség", "átadás", "szív-tudat folytonosság", "tudat" és "tudat-természet".

### Kínai, koreai és japán
A szanszkrit csitta-szantána és a tibeti seemsz-kji rgyud ("tudatfolyam") kínai megfelelője a hszin hsziang-hszu (kínai: 心相续).  A digitális buddhista szótár szerint a hszin hsziang-hszu jelentése "a tudatfolyam folytatása". A si hsziang-hszu (kínai: 識相續) jelentése "tudatfolyam" (a vidzsnyána-szamtána kifejezésből).
A szóösszetételben a hszin (kínai: 心 ) jelentése "szív; elme; gondolat; tudat; mag" és a hsziang-hszü jelentése "egymást követő" (amelyből a hsziang [相] jelentése "egymás; kölcsönös; és a hszü [續 vagy 续] "folytatás"). Az együttes jelentése tehát "egymást követő gondolatok".
A hsziang-hszü koreai kiejtése szim szangszok, japánul pedig sin szózoku.

## Eredete és fejlődése
A csitta-szantána kifejezés a jógácsára iskola késői időszakából származik, ahol az álajavidnyána (nyolcfajta tudatosság), vagy raktározó tudatosság, fogalmát váltotta fel, amely a karmikus magvak tárolását jelenteti. Nem egy "örök, változatlan entitás", mint az átman (lélek), hanem pillanatnyi tudatosságok sorozata.
Dharmakírti a 7. században írt egy tanulmányt a tudatfolyam természetéről Szantánántarasziddhi (Más tudatfolyamok alátámasztása) címmel. Dharmakírti szerint a tudatfolyam egy kezdet nélküli időbeli folyamat.
A tudatfolyam fogalmát továbbfejlesztették a vadzsrajána (tantrikus) buddhizmusban, ahol az egy életen belüli és az életek közötti, egymást követő pillanatok folyamatát jelenti. A 14. dalai láma szerint a tudat folytonosságát jelenti az egymást követő életekben is, viszont ÉN vagy LÉLEK nélkül.